# Oratorio Nostra Signora di Lourdes

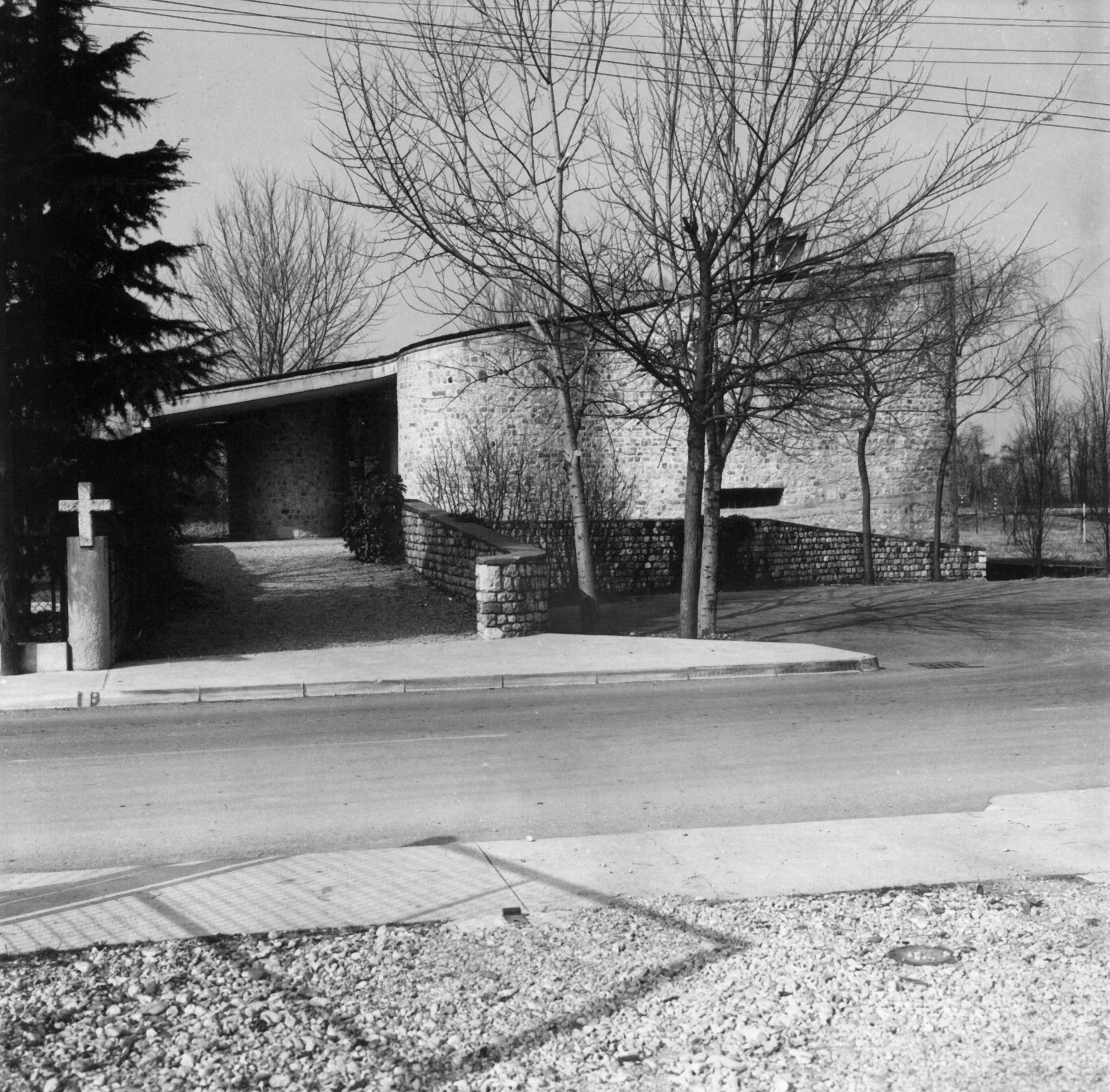
dalla strada al livello del piano superiore - foto Archivio Italo Zannier

L'Oratorio Nostra Signora di Lourdes è un luogo di culto cattolico della frazione Navarons di Spilimbergo (PN), situato in via della Concordia n.4.

## Storia
Il progetto è di Glauco Gresleri e Silvano Varnier del 1968 mentre la fine dei lavori avviene due anni dopo. 
Il 1968 è un anno decisivo per Gresleri. Il 12 febbraio il Cardinale Giacomo Lercaro, Arcivescovo di Bologna si dimise. E il 6 dicembre Gresleri e Giorgio Trebbi rinunciano all'incarico di responsabili della sezione tecnica-urbanistica dell'Ufficio Nuove Chiese della Diocesi di Bologna per doverosa correttezza rispetto alla precedente amministrazione.
L'esperienza acquisita in tale ufficio, prima con la progettazione di adeguamenti liturgici (chiesa di Santa Maria Assunta a Castel d'Aiano, Cripta della Cattedrale di San Pietro a Bologna, chiesa di Cristo Re a Bologna) e poi con la realizzazione di nuove costruzioni (Cappella all'interno del cimitero del Vajont e chiesa di Gesù Crocefisso sempre nel Vajont), gli permettono di sperimentare soluzioni adeguate alla riforma liturgica del Concilio Vaticano II del 1965. Soluzioni che continuano a maturare nell'Oratorio di Navarons ma anche nei luoghi di culto progettati negli anni a venire.
È il giovane parroco mons. Lorenzo Tesolin che ricorda le date significative della costruzione in successione: «2 febbraio stesura del preliminare per l'acquisto del terreno; 11 febbraio 1967 posa "simbolica" della prima pietra; 26 novembre 1968 inizio lavori di scavo; 16 ottobre benedizione e posa della prima pietra, questa volta non "simbolica"; 1º maggio 1970 intronizzazione dell'immagine della Madonna di Lourdes, alla quale la chiesa è dedicata; 5 dicembre 1970: il vescovo-amministratore apostolico mons. Abramo Freschi benedice in forma solenne la chiesa e celebra la prima messa».
Tra il 1981 ed il 1986 l'opera è stata presentata nella mostra internazionale Gresleri-Varnier: Costruire l’architettura le cui tappe sono state: Innsbruck 1981, Graz 1982, Monaco di Baviera 1982, Vienna 1982, Villa Reale di Monza 1983, Losanna 1984, Amsterdam 1985, Bruxelles 1985, Lexington (Kentucky) 1986, Albuquerque 1986.
Nel 2008 è definita dal critico tedesco Rudolf Stegers nel suo atlante sulle architetture di culto nel mondo, di valore sacrale pari alla Cappella di Notre-Dame du Haut di Le Corbusier.

## Descrizione
Nella ristrettezza delle dimensioni, gli spazi si dispongono in sequenza secondo i vari gradi di intensità emozionale, passando dal percorso di preparazione, al posto coperto di primo riferimento, poi nell’ingresso che funge da raccolta del gruppo di fedeli, per poi, quando tutti fossero presenti, l’organizzazione a due bracci di salita verso la camera dell’officiatura. È ad assemblea riunita, poco prima che inizi il magistero della messa, gli ultimi arrivati si affacciano verso i fratelli già assisi guardandoli in faccia e riconoscendoli anziché vedere le sagome anonime delle loro schiene. 
Alla descrizione organizzativa degli spazi, consultando il volumetto Nostra Signora di Lourdes a Navarons di Spilimbergo del 1971 negli scatti fotografici di Italo Zannier, e la rivista Art d'Eglise n.158 del 1972 nelle piante graficizzate, possiamo passare alla descrizione dell'architettura e dei materiali seguendo lo stesso percorso.
È ad est una piccola area a parcheggio di nº13 vetture. È distanziata dalla costruzione da un muro, ad "S" schiacciata, che assolve per il sagrato alla duplice funzione di sostegno di terrapieno e parapetto. Tra tale setto e l'edificio è ricavata la salita al sagrato, con rampa a sei gradoni. Il sagrato è prima in tappeto d'erba e poi con area rettangolare definita- pavimentato in ciottoli sin sotto il portico ove è la porta a vetri d'ingresso all'Oratorio. Varcata la sua soglia siamo in una "hall di snodo": a sinistra si trova il locale privato della sagrestia, mentre proseguendo sulla destra troviamo un luogo destinato a piccoli incontri tipo catechismo; attraversandolo e scegliendo tra due rampe di quattro gradini a salire giungiamo infine allo spazio destinato all'assemblea. L'assemblea è realizzata per n. 65 posti a sedere con panche in legno di rovere su muretti in cemento armato isolati. Le panche sono larghe 40 cm e distanti l'una dall'altra 45/55 cm. L'altare è collocato tra le due rampe.
Tra le scelte progettuali dell'uso della luce è da segnalare il sottile taglio orizzontale alto cm 6 in vetromattone che stacca il muro perimetrale dalla copertura. La pavimentazione, sia del livello inferiore (destinato ai servizi e ad una sala d'incontro) che di quello superiore, è realizzata con piastrelle quadrate a piccolo formato e fuga minima. In questo modo la planarità euclidea del pavimento (senza interruzione che sarebbe nata dall'uso di materiali diversi), la planarità del soffitto bianco che incontra l'asola orizzontale di stacco, e l'andamento libero dei muri perimetrali, tutti curvilinei in intonaco frattazzato tinto bianco, realizzano la caratterizzazione spaziale di questi interni.